# Au plus près du soleil
Au plus près du soleil è un film del 2015 diretto da Yves Angelo e co-sceneggiato da Angelo, François Dupeyron e Gilles Legrand.

## Trama
Sophie, giudice istruttore di Tolone, scopre che Juliette, una donna che sta interrogando in merito ad un caso in corso, è la madre biologica di Léo, il suo figlio adottivo. Invece di rinunciare al caso come richiesto dal marito Olivier, anch'egli magistrato, la donna continua la sua indagine su Juliette, nascondendo la verità a Léo. Inorridito dalla decisione di Sophie, Olivier decide di avvicinarsi segretamente a Juliette senza però rivelarle la sua identità e finisce con l'iniziare una relazione con lei. Quando Juliette scopre che Olivier è il marito del suo giudice e che le ha mentito, la donna decide di vendicarsi...

## Accoglienza
Girato con un budget di 4,8 milioni di dollari, il film ha incassato ai bottheghini solamente 110.000 dollari.